# Heterodermia rugulosa
Heterodermia rugulosa är en lavart som först beskrevs av Kurok., och fick sitt nu gällande namn av Trass. Heterodermia rugulosa ingår i släktet Heterodermia och familjen Physciaceae.   Inga underarter finns listade i Catalogue of Life.